# Rothesay International 2023 - Qualificazioni singolare maschile
Le qualificazioni del singolare maschile del Rothesay International 2023 sono state un torneo di tennis preliminare per accedere alla fase finale della manifestazione. I vincitori dell'ultimo turno sono entrati di diritto nel tabellone principale. In caso di ritiro di uno o più giocatori aventi diritto a questi sono subentrati i lucky loser, ossia i giocatori che hanno perso nell'ultimo turno ma che avevano una classifica più alta rispetto agli altri partecipanti che avevano comunque perso nel turno finale.

## Teste di serie
1. Luca Van Assche (qualificato)
2. Marc-Andrea Hüsler (qualificato)
3. Daniel Elahi Galán (qualificato)
4. Aleksandar Vukic (qualificato)

1. Juan Manuel Cerúndolo (primo turno)
2. Borna Gojo (ultimo turno)
3. Jan Choinski (ultimo turno, lucky loser)
4. Beibit Žukajev (ultimo turno)

## Qualificati
1. Luca Van Assche
2. Marc-Andrea Hüsler

1. Daniel Elahi Galán
2. Aleksandar Vukic

### Lucky loser
1. Jan Choinski

## Tabellone

### Legenda
| - Q = Qualificato - WC = Wild card - LL = Lucky loser | - ALT = Alternate - SE = Special Exempt - PR = Protected Ranking | - w/o = Walkover - r = Ritirato - d = Squalificato |

### Sezione 1
|  | Primo turno | Primo turno      | Primo turno      | Primo turno | Primo turno |  |  | Ultimo turno | Ultimo turno    | Ultimo turno    | Ultimo turno | Ultimo turno |  |
|  |             |                  |                  |             |             |  |  |              |                 |                 |              |              |  |
|  | 1           | Luca Van Assche  | Luca Van Assche  | 6           | 6           |  |  |              |                 |                 |              |              |  |
|  | Alt         | Mukund Sasikumar | Mukund Sasikumar | 4           | 0           |  |  | 1            | Luca Van Assche | Luca Van Assche | 6            | 7            |  |
|  |             | Viktor Durasovic | Viktor Durasovic | 4           | 3           |  |  | 6            | Borna Gojo      | Borna Gojo      | 4            | 6            |  |
|  | 6           | Borna Gojo       | Borna Gojo       | 6           | 6           |  |  |              |                 |                 |              |              |  |

### Sezione 2
|  | Primo turno | Primo turno        | Primo turno        | Primo turno | Primo turno |  |  | Ultimo turno | Ultimo turno       | Ultimo turno       | Ultimo turno | Ultimo turno |  |
|  |             |                    |                    |             |             |  |  |              |                    |                    |              |              |  |
|  | 2           | Marc-Andrea Hüsler | Marc-Andrea Hüsler | 6           | 6           |  |  |              |                    |                    |              |              |  |
|  |             | Marek Gengel       | Marek Gengel       | 2           | 2           |  |  | 2            | Marc-Andrea Hüsler | Marc-Andrea Hüsler | 6            | 6            |  |
|  | WC          | Daniel Little      | Daniel Little      | 4           | 4           |  |  | 8/Alt        | Beibit Žukajev     | Beibit Žukajev     | 4            | 3            |  |
|  | 8/Alt       | Beibit Žukajev     | Beibit Žukajev     | 6           | 6           |  |  |              |                    |                    |              |              |  |

### Sezione 3
|  | Primo turno | Primo turno        | Primo turno        | Primo turno | Primo turno |  |  | Ultimo turno | Ultimo turno       | Ultimo turno       | Ultimo turno | Ultimo turno |  |
|  |             |                    |                    |             |             |  |  |              |                    |                    |              |              |  |
|  | 3           | Daniel Elahi Galán | Daniel Elahi Galán | 7           | 7           |  |  |              |                    |                    |              |              |  |
|  |             | Maxime Janvier     | Maxime Janvier     | 6           | 64          |  |  | 3            | Daniel Elahi Galán | Daniel Elahi Galán | 7            | 6            |  |
|  | WC          | Giles Hussey       | 3                  | 6           | 2           |  |  | 7            | Jan Choinski       | Jan Choinski       | 65           | 4            |  |
|  | 7           | Jan Choinski       | 6                  | 4           | 6           |  |  |              |                    |                    |              |              |  |

### Sezione 4
|  | Primo turno | Primo turno           | Primo turno           | Primo turno | Primo turno |  |  | Ultimo turno | Ultimo turno     | Ultimo turno     | Ultimo turno | Ultimo turno |  |
|  |             |                       |                       |             |             |  |  |              |                  |                  |              |              |  |
|  | 4           | Aleksandar Vukic      | Aleksandar Vukic      | 6           | 6           |  |  |              |                  |                  |              |              |  |
|  | Alt         | Arthur Fery           | Arthur Fery           | 1           | 4           |  |  | 4            | Aleksandar Vukic | Aleksandar Vukic | 6            | 6            |  |
|  |             | Skander Mansouri      | Skander Mansouri      | 6           | 6           |  |  |              | Skander Mansouri | Skander Mansouri | 3            | 2            |  |
|  | 5           | Juan Manuel Cerúndolo | Juan Manuel Cerúndolo | 4           | 4           |  |  |              |                  |                  |              |              |  |